# Phymateus cinctus
Phymateus cinctus är en insektsart som först beskrevs av Fabricius 1793.  Phymateus cinctus ingår i släktet Phymateus och familjen Pyrgomorphidae. Inga underarter finns listade i Catalogue of Life.

## Bildgalleri

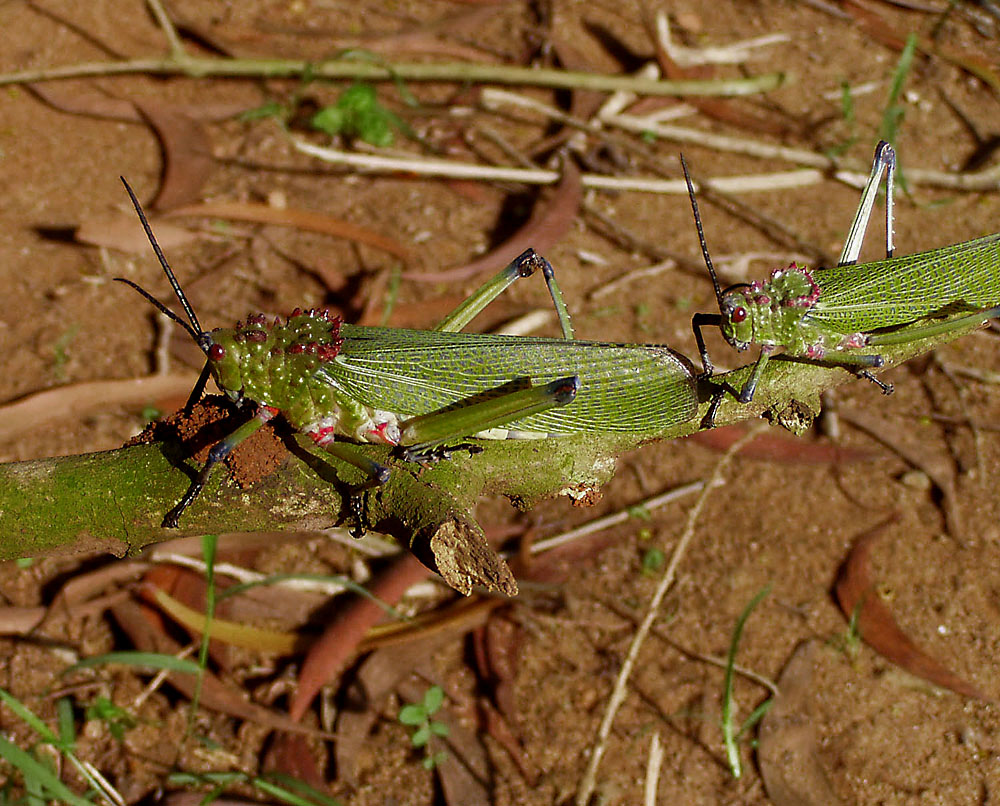